# Kolonia Kębłów
Kolonia Kębłów [kɔˈlɔɲUn ˈkɛmbwuf] es un pueblo ubicado en el distrito administrativo de Gmina Piaski, dentro del Condado de Świdnik, Voivodato de Lublin, en Polonia oriental. Se encuentra aproximadamente a 3 kilómetros al noroeste de Piaski, a 12 kilómetros al sureste de Świdnik, y a 21 kilómetros al sureste de la capital regional Lublin.
El pueblo tiene una población de 340 habitantes.